# Tous les garçons et les filles
Tous les garçons et les filles ("Alle jongens en meisjes") is een single van de Franse zangeres Françoise Hardy. Het nummer komt meermaals voor in de Top 2000 van Radio 2, de Top 200 van de jaren zestig van NPO Radio 5 en de Evergreen Top 1000 van Radio 5.

## Inhoud
Het lied vertelt de gevoelens van een jonge vrouw, die nooit de liefde heeft gekend en haar jaloezie richting koppels rondom haar.
Het lied werd op tv uitgezonden op de avond van 20 oktober 1962 tijdens een muzikaal intermezzo van een verkiezingsreferendum. Het werd hierna snel een succes. Tegen het einde van het jaar waren er 500.000 singles verkocht, uiteindelijk zelfs 700.000 alleen al in Frankrijk.
Françoise Hardy nam het nummer ook op in het Engels ("Find me a boy", 1964), Italiaans ("Quelli della mia età", 1962 en Duits ("Peter und Lou", 1963).
Het nummer werd ook door andere artiesten in meerdere talen gecoverd, waaronder Timi Yuro (The love of a boy), de Eurythmics, Laurent Voulzy en Carla Bruni, Marie Myriam, Gigliola Cinquetti en Saint Etienne. 

## Tracklist
Vogue HV 2003
1. "Tous les garçons et les filles"
2. "C'est à l'amour auquel je pense"

## Hitnotering

### Hitlijst
| Tous les garçons et les filles | Tous les garçons et les filles | Tous les garçons et les filles | Tous les garçons et les filles | Tous les garçons et les filles | Tous les garçons et les filles | Tous les garçons et les filles | Tous les garçons et les filles | Tous les garçons et les filles | Tous les garçons et les filles |
| Hitlijst                       | Datum van binnenkomst          | Week:                          | 1                              | 2                              | 3                              | 4                              | 5                              | 6                              |                                |
| ------------------------------ | ------------------------------ | ------------------------------ | ------------------------------ | ------------------------------ | ------------------------------ | ------------------------------ | ------------------------------ | ------------------------------ | ------------------------------ |
| Tijd voor Teenagers Top 10     | 30-11-1963                     | Positie:                       | 9                              | 4                              | 7                              | 9                              | 9                              | 8                              | uit                            |

### Evergreen Top 1000
| Evergreen Top 1000 "Tous Les Garcons Et Les Filles" | Evergreen Top 1000 "Tous Les Garcons Et Les Filles" | Evergreen Top 1000 "Tous Les Garcons Et Les Filles" | Evergreen Top 1000 "Tous Les Garcons Et Les Filles" | Evergreen Top 1000 "Tous Les Garcons Et Les Filles" | Evergreen Top 1000 "Tous Les Garcons Et Les Filles" | Evergreen Top 1000 "Tous Les Garcons Et Les Filles" | Evergreen Top 1000 "Tous Les Garcons Et Les Filles" | Evergreen Top 1000 "Tous Les Garcons Et Les Filles" | Evergreen Top 1000 "Tous Les Garcons Et Les Filles" | Evergreen Top 1000 "Tous Les Garcons Et Les Filles" | Evergreen Top 1000 "Tous Les Garcons Et Les Filles" | Evergreen Top 1000 "Tous Les Garcons Et Les Filles" | Evergreen Top 1000 "Tous Les Garcons Et Les Filles" | Evergreen Top 1000 "Tous Les Garcons Et Les Filles" | Evergreen Top 1000 "Tous Les Garcons Et Les Filles" | Evergreen Top 1000 "Tous Les Garcons Et Les Filles" | Evergreen Top 1000 "Tous Les Garcons Et Les Filles" |
| Jaar                                                | 2008                                                | 2009                                                | 2010                                                | 2011                                                | 2012                                                | 2013                                                | 2014                                                | 2015                                                | 2016                                                | 2017                                                | 2018                                                | 2019                                                | 2020                                                | 2021                                                | 2022                                                | 2023                                                | 2024                                                |
| --------------------------------------------------- | --------------------------------------------------- | --------------------------------------------------- | --------------------------------------------------- | --------------------------------------------------- | --------------------------------------------------- | --------------------------------------------------- | --------------------------------------------------- | --------------------------------------------------- | --------------------------------------------------- | --------------------------------------------------- | --------------------------------------------------- | --------------------------------------------------- | --------------------------------------------------- | --------------------------------------------------- | --------------------------------------------------- | --------------------------------------------------- | --------------------------------------------------- |
| Positie                                             | 68                                                  | 76                                                  | 94                                                  | 94                                                  | 102                                                 | 139                                                 | 60                                                  | 48                                                  | 54                                                  | -                                                   | 215                                                 | 146                                                 | 128                                                 | 72                                                  | 104                                                 | 137                                                 | 151                                                 |

### NPO Radio 2 Top 2000
| Nummer met noteringen in de NPO Radio 2 Top 2000 | '99 | '00 | '01  | '02  | '03 | '04 | '05 | '06 | '07 | '08 | '09 | '10  | '11  | '12  | '13  | '14  | '15  |
| ------------------------------------------------ | --- | --- | ---- | ---- | --- | --- | --- | --- | --- | --- | --- | ---- | ---- | ---- | ---- | ---- | ---- |
| Tous les garçons et les filles                   | 868 | 901 | 1163 | 1455 | 587 | 706 | 624 | 644 | 874 | 695 | 808 | 1021 | 1158 | 1161 | 1301 | 1504 | 1723 |

1. ↑  Een vetgedrukt getal geeft de hoogste notering aan.
2. ↑  Deze tabel is bijgewerkt tot en met de laatste editie (2024).

## Coverversies
Het nummer is gecoverd door vele artiesten in vele talen, waaronder:
- Lill-Babs (in het Zweeds, "Vart Jag Än Går", 1963)
- Sophie Blaede (1962)
- Ginette Reno (1962)
- Catherine Spaak (1962)
- Aimable (op de accordeon, 1963)
- Eny Mara (in het Portugees, "A Idade Do Amor", 1964)
- Dulce Salles Cunha Braga (1965)
- Mia Frye (in het Engels, "All the girls and boys", 1984)
- Eurythmics (bonus track op the album Be Yourself Tonight en, in sommige landen, de B-kant van de single "It's alright - (Baby's coming back)"); gezongen in het Frans door Annie Lennox
- The Paquitas (accompanists of Xuxa) (in het Portugees, "Alguem para amar", 1991)
- Laurent Voulzy en Carla Bruni samen met de Enfoirés (album Les Enfoirés à l'Opéra comique, 1995)
- Marie Myriam (1996)
- Gigliola Cinquetti ("Quelli della mia età", 1999)
- Saint Etienne ("Find me a boy", album The misadventures of Saint Etienne, muziek voor de film Les Folies de Margaret (The Misadventures of Margaret), uitgebracht in Japan in 1999)
- The Dresden Dolls
- Thanh Lan in het Frans en het Vietnamees
- Zona Zul (album Beira, 2006)
- Cœur de pirate
- Elastic No-No Band (2007 live opname, uitgebracht in 2012 op het compilatie-album "Not Like Most Folkies, Part 2: Early Covers")